# Thalassodes microchloropis
Thalassodes microchloropis là một loài bướm đêm trong họ Geometridae.